# Nino Salukwadze
Nino Salukwadze (gruz. ნინო სალუქვაძე, ros. Нино Вахтанговна Салуквадзе; ur. 1 lutego 1969 r. w Tbilisi) – gruzińska strzelczyni sportowa, specjalizująca się w strzelaniu z pistoletu, trzykrotna medalistka olimpijska, mistrzyni świata, Zasłużona Mistrzyni Sportu ZSRR (1988).

## Życiorys
W reprezentacji ZSRR startowała od 1985 roku, kiedy to zdobyła mistrzostwo Europy juniorów w pistolecie sportowym z 25 metrów. Rok później zdobyła pierwszy złoty medal mistrzostw świata (w drużynie). Indywidualną mistrzynią świata była tylko raz – miało to miejsce w 1989 roku w Sarajewie. Ponadto w 1988 roku w Seulu zdobyła dwa medale olimpijskie, w tym jeden złoty (pistolet sportowy, 25 m).
Większość sukcesów odniosła w barwach Związku Radzieckiego. Przejściowo reprezentowała także Wspólnotę Nieodległych Państw, największe jej sukcesy w barwach tej reprezentacji to piąte miejsce na igrzyskach w Barcelonie (pistolet sportowy, 25 m) i drugie miejsce w zawodach Pucharu Świata w Meksyku (w tej samej konkurencji).
Od 1993 roku jest reprezentantką Gruzji, w 2002 roku zdobyła wicemistrzostwo świata, zaś w 2008 roku osiągnęła trzecie miejsce na igrzyskach w Pekinie. Ponadto zwyciężyła w mistrzostwach Europy w Brnie w 1993 roku. Wielokrotnie wygrywała w zawodach Pucharu Świata.
Szeroko komentowanym wydarzeniem z udziałem Salukwadze była ceremonia medalowa podczas igrzysk w Pekinie. Srebrną medalistką w konkurencji była Rosjanka Natalja Padierina. Obie medalistki uściskały się serdecznie, co w kontekście trwającej w tym czasie wojny w Osetii Południowej, w której walczyli ze sobą żołnierze gruzińscy i rosyjscy, odebrane zostało jako ważny gest.
Nino Salukwadze pełniła funkcje wiceprzewodniczącej Gruzińskiej Federacji Strzeleckiej i Gruzińskiego Komitetu Olimpijskiego.
Na arenie międzynarodowej startuje od 1985 roku. Jej trenerem był m.in. Wachtang Salukwadze. Z zawodu jest socjologiem.
Jest zamężna z rugbystą Goczą Maczawarianim, ma dwójkę dzieci (córka Nino i syn Cotne).

## Igrzyska olimpijskie
| Igrzyska | Miejscowość    | Konkurencja                 | Kwalifikacje | Kwalifikacje | Finał                   | Finał                   |
| Igrzyska | Miejscowość    | Konkurencja                 | Wynik        | Pozycja      | Wynik                   | Pozycja                 |
| -------- | -------------- | --------------------------- | ------------ | ------------ | ----------------------- | ----------------------- |
| IO 1988  | Seul           | Pistolet pneumatyczny, 10 m | 390          | 1. Q         | 487,9                   | srebro                  |
| IO 1988  | Seul           | Pistolet sportowy, 25 m     | 591          | 2. Q         | 690                     | złoto                   |
| IO 1992  | Barcelona      | Pistolet pneumatyczny, 10 m | 380          | 10.          | Nie zakwalifikowała się | Nie zakwalifikowała się |
| IO 1992  | Barcelona      | Pistolet sportowy, 25 m     | 583          | 4. Q         | 676                     | 5.                      |
| IO 1996  | Atlanta        | Pistolet pneumatyczny, 10 m | 385          | 4. Q         | 484,0                   | 5.                      |
| IO 1996  | Atlanta        | Pistolet sportowy, 25 m     | 586          | 2. Q         | 677,6                   | 7.                      |
| IO 2000  | Sydney         | Pistolet pneumatyczny, 10 m | 376          | 25.          | Nie zakwalifikowała się | Nie zakwalifikowała się |
| IO 2000  | Sydney         | Pistolet sportowy, 25 m     | 579          | 11.          | Nie zakwalifikowała się | Nie zakwalifikowała się |
| IO 2004  | Ateny          | Pistolet pneumatyczny, 10 m | 382          | 10.          | Nie zakwalifikowała się | Nie zakwalifikowała się |
| IO 2004  | Ateny          | Pistolet sportowy, 25 m     | 580          | 8. Q         | 678,3                   | 8.                      |
| IO 2008  | Pekin          | Pistolet pneumatyczny, 10 m | 386          | 4. Q         | 487,4                   | brąz                    |
| IO 2008  | Pekin          | Pistolet sportowy, 25 m     | 580          | 16.          | Nie zakwalifikowała się | Nie zakwalifikowała się |
| IO 2012  | Londyn         | Pistolet pneumatyczny, 10 m | 376          | 33.          | Nie zakwalifikowała się | Nie zakwalifikowała się |
| IO 2012  | Londyn         | Pistolet sportowy, 25 m     | 581          | 15.          | Nie zakwalifikowała się | Nie zakwalifikowała się |
| IO 2016  | Rio de Janeiro | Pistolet pneumatyczny, 10 m | 377          | 34.          | Nie zakwalifikowała się | Nie zakwalifikowała się |
| IO 2016  | Rio de Janeiro | Pistolet sportowy, 25 m     | 584          | 3. Q         | 14                      | 6.                      |
| IO 2020  | Tokio          | Pistolet pneumatyczny, 10 m | 567          | 31.          | Nie zakwalifikowała się | Nie zakwalifikowała się |
| IO 2020  | Tokio          | Pistolet sportowy, 25 m     | 580          | 25.          | Nie zakwalifikowała się | Nie zakwalifikowała się |
| IO 2024  | Paryż          | Pistolet pneumatyczny, 10 m | 562          | 38.          | Nie zakwalifikowała się | Nie zakwalifikowała się |
| IO 2024  | Paryż          | Pistolet sportowy, 25 m     | 563          | 40.          | Nie zakwalifikowała się | Nie zakwalifikowała się |

## Osiągnięcia

### Medale na mistrzostwach świata
Na podstawie:
| Mistrzostwa    | Konkurencja                            | Wynik                  | Miejsce |
| -------------- | -------------------------------------- | ---------------------- | ------- |
| Suhl 1986      | Pistolet sportowy, 25 m                | 686 punktów            | 3       |
| Suhl 1986      | Pistolet sportowy, 25 m, drużynowo     | 1767 punktów (druż.)   | 1       |
| Budapeszt 1987 | Pistolet sportowy, 25 m, drużynowo     | 1141 punktów (druż.)   | 1       |
| Sarajewo 1989  | Pistolet pneumatyczny, 10 m            | 385+102,5 (487,5 pkt.) | 1       |
| Sarajewo 1989  | Pistolet pneumatyczny, 10 m, drużynowo | 1141 punktów (druż.)   | 2       |
| Moskwa 1990    | Pistolet sportowy, 25 m, drużynowo     | 1751 punktów (druż.)   | 1       |
| Moskwa 1990    | Pistolet pneumatyczny, 10 m, drużynowo | 1157 punktów (druż.)   | 1       |
| Stavanger 1991 | Pistolet pneumatyczny, 10 m, drużynowo | 1149 punktów (druż.)   | 1       |
| Lahti 2002     | Pistolet pneumatyczny, 10 m            | 385+99,9 (484,9 pkt.)  | 2       |

### Medale na mistrzostwach Europy
Na podstawie:
| Mistrzostwa     | Konkurencja                            | Wynik                  | Miejsce |
| --------------- | -------------------------------------- | ---------------------- | ------- |
| Zagrzeb 1989    | Pistolet sportowy, 25 m                | 593+100 (693 pkt.)     | 1       |
| Zagrzeb 1989    | Pistolet sportowy, 25 m, drużynowo     | brak danych            | 1       |
| Arnhem 1990     | Pistolet pneumatyczny, 10 m            | 388+97,6 (485,6 pkt.)  | 1       |
| Arnhem 1990     | Pistolet pneumatyczny, 10 m, drużynowo | brak danych            | 1       |
| Manchester 1991 | Pistolet pneumatyczny, 10 m            | 383+98,3 (481,3 pkt.)  | 3       |
| Manchester 1991 | Pistolet pneumatyczny, 10 m, drużynowo | brak danych            | 1       |
| Brno 1993       | Pistolet sportowy, 25 m                | 586+101,6 (687,6 pkt.) | 1       |
| Budapeszt       | Pistolet pneumatyczny, 10 m            | 385+99,9 (484,9 pkt.)  | 3       |
| Bordeaux 1999   | Pistolet sportowy, 25 m                | 588+99,9 (687,9 pkt.)  | 2       |
| Pontevedra 2001 | Pistolet pneumatyczny, 10 m            | 384+100,6 (484,6 pkt.) | 3       |
| Pilzno 2003     | Pistolet sportowy, 25 m                | 577+101,3 (678,3 pkt.) | 3       |
| Tallinn 2005    | Pistolet pneumatyczny, 10 m            | 387+98,3 (485,3 pkt.)  | 2       |
| Winterthur 2008 | Pistolet pneumatyczny, 10 m            | 388+97,8 (485,8 pkt.)  | 2       |
| Praga 2009      | Pistolet pneumatyczny, 10 m            | 384+100,4 (484,4 pkt.) | 2       |

### Medale na mistrzostwach Europy juniorów
Na podstawie:
| Mistrzostwa     | Konkurencja                 | Wynik       | Miejsce |
| --------------- | --------------------------- | ----------- | ------- |
| Osijek 1985     | Pistolet sportowy, 25 m     | 586 punktów | 1       |
| Budapeszt 1986  | Pistolet sportowy, 25 m     | 581 punktów | 3       |
| Espoo 1986      | Pistolet pneumatyczny, 10 m | 378 punktów | 3       |
| Bratysława 1987 | Pistolet pneumatyczny, 10 m | 380 punktów | 1       |
| Lahti 1987      | Pistolet sportowy, 25 m     | 589 punktów | 1       |
| Joensuu 1988    | Pistolet sportowy, 25 m     | 589 punktów | 1       |